# Finnmark
Finnmark (nordsamisk: Finnmárku, kvensk: Ruija)  er et  fylke i Norge, der ved Regionsreformen i Norge, 1. januar 2020 blev lagt sammen med  Troms, til det nye fylke, Troms og Finnmark. Befolkningstallet i 2019 75.863 indbyggere, og arealet  var 45.755 km².  Administrationen var placeret i Vadsø.
Troms   blev reetableret som fylke den 1. januar 2024 efter at Troms og Finnmark fylke blev opløst fra samme dato.
Det var Norges nordligste fylke og det arealmæssigt største, men samtidig det mindste målt på indbyggertal. Navnets betydning er i førsteleddet finner i betydningen samer og efterleddet mark i betydningen skov. Administrationen er beliggende i Vadsø. Nordmænd har boet fast i Finnmark siden 1200-tallet og udgør i dag flertallet af befolkningen.
Finnmark blev eget hovedlen (Vardøhus len) i 1576 og amt (Vardøhus amt) i 1660, underlagt Trondhjems stiftamt. I 1787 blev Senjen og Tromsø fogderi overført fra Nordlandenes amt til Vardøhus amt, som da fik navnet Finmarkens Amt. I 1866 blev Senjen og Tromsø fogderi skilt ud igen som et eget amt (Tromsø Amt). Det resterende Finnmarkens amt fik da samme udstrækning som det tidligere Vardøhus Amt og ændrede navn til Finnmark fylke i 1919 .
Finnmarksvidda dækker 36 % af fylkets areal. Tidligere var størstedelen (op mod 95 %) af arealet i Finnmark ejet af staten (ved Statskog SF). Den 1. juli 2006 blev ejendomsretten til jorden overført til Finnmarkseiendommen. Sametinget ligger i Karasjok.

## Plan om sammenlægning med andet fylke
Som en del af Regionreformen i Norge vedtog Stortinget 8. juni 2017, at Finnmark og Troms skal lægges sammen til et fylke fra 1. januar 2020  under navnet Troms og Finnmark. Ved en folkeafstemning har befolkningen i Finnmark og de lokalvalgte sagt nej til sammenlægning. Situationen er fastlåst, skrev medierne i august 2018.

## Historie
De første mennesker nåede Finnmark for måske 10.000-12.000 år siden.
Den første indvandringsbølge til Norges kyst var mennesker, der havde boet i nutidens Spanien og Portugal. Siden fulgte en indvandringsbølge fra Sortehavet eller Ukraine. "...trolig kom det en senere innvandring fra øst – mest sannsynlig fra Sibir. Disse blandet seg med de gruppene som allerede bodde i Skandinavia og gav opphav til det vi i dag kjenner som samer," siger genetiker Torsten Günther.
Komsakulturen, den ældste kendte kultur i Finnmark, er opkaldt efter de første fund gjort ved Komsafjeldet i Alta. I området mellem Tana og Varangerbotn findes det store fangstanlæg for vildren, hvor flere grupper af fangstfolk menes at have samarbejdet om at drive jagt på den værdifulde vildren.
Dem samiske kultur har lange traditioner i Finnmark. Fra folkevandringstiden stod samerne i handelskontakt med norrøne bosættere langs kysten af Nordland og Troms. Ottar fra Hålogaland beretter, at han pålagde samerne at betale skat. I Egils saga berettes det om Torolv Kveldulvsson, som var høvding i Hålogaland på Harald Hårfagres tid, og krævede sameskatter ind. Torolv mødte kvener på sin rejse øst over, og Finnmark beskrives således: "Finnmarken er enorm. Vest for ligger havet, og derfra skærer brede fjorde sig ind, ligeså norden for og hele vejen øst over. Længere syd på ligger Norge. Finnmarken favner næsten hele det øvre land, like langt syd over som Hålogaland langs kysten. Øst for Namdalen ligger Jämtland, så Hälsingland og så Kvenland, så Karelen. Finnmarken ligger oven for alle disse lande, og der er store fjeldbygder der oppe, nogen i dale og nogen ved vand." Finnmark blev altså ifølge denne beskrivelse opfattet som hele Skandinavien nord for Trøndelag og Jämtland med undtagelse af de dele af vestkysten, som faldt under betegnelsen Hålogaland.

### Middelalderen
Det ældste vidnesbyrd om norske kongers interesse for Finnmark skriver sig fra Gulatingsloven, hvor det omkring år 1200 fastslås, at håløerne skal stille og udruste 13 tyvesæders skibe og et tredivesæders, "thi de har vakthold øster". Dette må tolkes som vagthold mod bjarmere eller karelere.
Norsk bosættelse i Finnmark fandt først sted efter, at Håkon 5. lod bygge Vardøhus fæstning samtidig, som kirken i Vardø blev indviet af biskop Jørund i 1307. Novgorod-traktaten, som blev indgået den 3. juni 1326 i Novgorod, markerede afslutningen på årtiers norsk-novgoriske tvister om grænsen i Finnmark. På grund af handelen med tørfisk til Mellemeuropa etablerede de norske fiskere sig langs Finnmarkskysten i små, tætte samfund (fiskevær). I 1400-tallet oplevede fiskerne gode tider, mens lavere fiskepriser gjorde livet vanskeligere i 1500- og 1600-tallet.

### Danmark-Norge
Af de danske konger viste kun Christian 4. virkelig interesse for denne del af riget. Han sejlede i 1599 med en flåde på otte skibe til Vardøhus og Murmansk og forsøgte i resten af sin regeringstid at få fastlagt sikre grænser i øst mod Rusland og Sverige.
Efter forslag fra lensherre Preben von Ahnen blev bådpost mellem Trondheim og Vardø oprettet i 1663, 10 år efter at regelmæssig postgang var iværksat i resten af Norge. Denne udgjorde verdens længste og mest slidsomme, regelmæssige postrute, en strækning på omkring 1.500 kilometer hver vej. Kun i roligt vejr kunne bådene sejle direkte, mens de i dårligt vejr måtte sejle langs kysten, og da var ruten væsentligt længere. Senere blev der udstedt en ny kongelig forordning om postruten.[kilde mangler] Fra Bodø skulle postbud fragte posten nordover. Postbudene skulle vel at mærke selv holde sig med både og udstyr, mens almuen sørgede for deres underhold, således at den danske konge ingen udgift fik. Denne ordning påførte lokalbefolkningen så omfattende omkostninger – i dårlig vejr kunne postbudene forblive på en gård i dagevis – at stiftamtmanden i Trondheim allerede i 1665 ansatte postbønder på omtrent samme vilkår som ellers i landet.
I 1700-tallet styrkede det den samiske kultur, fordi samerne ikke var afhængige af mel og andre varer fra Bergen. Finnmarksmonopolet, da landsdelen var bortforpagtet til bergenske købmænd for 200 rigsdaler om året, bestod i over 100 år og blev ikke ophævet før end i 1787. I denne periode blev Finnmark udplyndret og affolket, indbyggerne kom i bundløs gæld til monopolindehaverne. Selv umyndige børn hæftede for deres forældres gæld. Som følge af monopolet var der ingen amtmand og næppe nogen postgang heller.

### 1800-tallet
Den norske kolonisering tog til op gennem 1800-tallet. Dels som følge af større økonomisk aktivitet, del på grund af en udtalt fornorskningspolitik fra myndighedernes side. Fra 1700-tallet fik Finnmark også et finsk befolkningselement. De første finner kom til Alta omkring 1740, mens den store indvandring skete under hungersnøden i Finland i 1860'erne.
Fra middelalderen og frem tiltog både Norge, Sverige og Rusland sig ret til at beskatte samerne og svenske og russiske skatteopkrævere bevægede sig helt ud til søsamebygderne på yderkysten. Grænserne mod Sverige blev fastlagt i 1753, da Kautokeino og Karasjok blev norsk, og mod Rusland i 1826, da Sør-Varanger blev norsk. Før dette havde området været et fælles norsk-russisk område med grænse i Bugøyfjord. I 1789 fik Hammerfest og Vardø købstadsrettigheder. Den økonomiske udvikling i 1800-tallet var meget stærk. Et vigtigt bidrag kom fra de jernmalmminer, som åbnede i Kirkenes i 1902.
I 1800-tallet lå Finnmark fortsat ret afsides. Da P.W. Deinboll blev udnævnt til sognepræst i Vadsø, forlod han med kone og tre små børn Oslo (Kristiania) i august 1815. Vel ankommet til Bergen måtte de vente der i to måneder, inden de fik skibslejlighed videre. De fortsatte rejsen med en nordlandsjekt, men måtte søge nødhavn på Folda den 13. december og overvintrede på Nærøy til slutningen af april 1816. Herfra fik de skibslejlighed videre og ankom til Vadsø efter 10 måneders rejse.

### Mellemkrigstiden
Fra omkring år 1900 forstærkedes myndighedernes fornorskningspolitik: Samisk og finsk sprog blev udelukket fra skole, kirke og offentlig forvaltning. Mange steder fik nye, norske navne. Stærkest var presset i 1930'erne. Fornorsking af samer var en politik fra den norske stats side, der havde som mål at udrydde samisk sprog og kultur. Motivet var i 1800- og 1900-tallet at gøre Finnmark 'norsk'.

### 2. verdenskrig
2. verdenskrig ramte Finnmark hårdt, da Kirkenes og havnefaciliteterne var en del af det tyske opmarchområde for nordfronten. Byen blev derfor bombet over 300 gange af sovjetiske fly. Vardø og Vadsø blev også ramt, ligesom civile skibe blev udsat for angreb. I oktober 1944 brød Den røde hær gennem de tyske stillinger i Litsadalen omtrent halvvejs mellem Kirkenes og Murmansk. Den 18. oktober stod de ved den norske grænse. Den 25. oktober rykkede Den røde hær ind i Kirkenes og nåede Tana den 28. oktober. Tyskerne iværksatte Operation Nordlicht, som indebar tilbagetrækning af okkupationsstyrkerne og ødelæggelse af al infrastruktur og andet, som kunne være til nytte for Den røde hær, den såkaldte brændte jords taktik. Så langt vest på som til Lyngen i Troms brændte de tyske soldater de fleste huse og andre bygninger ned til grunden. Civilbefolkningen på nær 60.000 blev tvangsevakueret sydpå. Den røde hær trak sig ud af Øst-Finnmark i september 1945.
Kort efter krigen igangsatte Stortinget et omfattende genopbygningsprogram af Finnmark.
Forsvaret har i efterkrigstiden opretholdt et stærkt nærvær i fylket på grund af grænsen til Sovjetunionen/Rusland, og mange lokalsamfund har baseret sig på indtægter fra det militære nærvær.

### Nyere tid
I 2005 blev Finnmarksloven vedtaget af Stortinget. Loven giver samer og andre finnmarkinger rettigheder "til land og vann i Finnmark fylke", skriver Store norske leksikon. Loven skulle tilgodese det store antal samer i Finnmark og lod de omkring 96 % af jorden i Finnmark, der tidligere var ejet af staten, overgå til Finnmarkseiendommen.

## Geografi

### Grænser
Finnmark grænser til Troms mod vest, til Lappland i Finland mod syd og til Murmansk oblast i Rusland mod øst.

### Klima
Trods sin beliggenhed langt mod nord er Finnmark ikke så koldt, som man skulle tro, hvilket skyldes Golfstrømmen. På kysten er temperaturerne moderate om vinteren og forholdsvis lave om sommeren. Vardø længst i nordøst ligger i den arktiske klimazone, og årets varmeste måned har en gennemsnitstemperatur på under 10 °C. Indlandet har derimod langt større temperaturudsving med ret kolde vintre. Norges kulderekord blev målt i Karasjok den 1. januar 1886, hvor termometeret viste -51,4 °C. Derimod er somrene milde, især i indlandet og i Øst-Finnmark, hvor temperaturerne af og til når op over 30 °C.

### Flora
På grund af den nordlige beliggenhed kunne man tro, at Finnmark har en fattig flora, men det er ikke tilfældet. Der kommer nemlig et østligt floraelement ind fra Rusland. En del af disse arter findes et stykke syd på i Nordnorge, som sibirurt, sibirkoll og sibirgrasløk. Samtidig vokser nogle af disse plantearter kun i Finnmark, blandt andet nyserot, finnmarkssaltgras og masimjelt. De to sidstnævnte er til og med endemiske for fylket.
I Finnmark findes også en række nordlig unicentriske fjeldplanter, repræsenterede ved arter som kantlyng, fjellsolblom og lodnemyrklegg. Lignende krav til voksested har de arktiske arter, som kommer ind nordfra, men de er mere knyttede til kysten. Purpurkarse, som kun vokser i Nordkapp kommune i Norge, hører til dette element.
Fylkesblomsten i Finnmark er multebær. Det er frugten af multebær, som skal bruges i afbildninger af fylkesblomsten. Denne art har traditionelt spillet en stor rolle i kosten for befolkningen i fylket.

### Befolkningsforhold
Efter 1975 er folketallet i fylket faldet med omtrent 8 % og er fortsat for nedadgående. Antallet af unge voksne i aldersgruppen 25-34 år er faldet med omkring en tredjedel på 10 år. De mest folkerige kommuner har dog haft en vis befolkningsvækst, særligt Alta. Statistik fra Statistisk sentralbyrå (SSB) viser, at 39 % af den voksne befolkning i Finnmark i 2008 kun havde gået i grundskole, det laveste uddannelsesniveau i landet.

### Sprog
Finnmark har i århundreder været et flersproget område. Foruden norsk og samiske sprog tales det også kvensk. Kvensk – eller finsk – tales af den finske minoritet i Nord-Varanger (Nesseby og Vadsø), Porsanger (Børselv og Lakselv), Sør-Varanger (Bugøynes og Neiden) og enkelte andre steder. Mange stednavne på samisk og kvensk er ligestillede med de norske stednavne (og officielt anerkendte af myndighederne).
Forvaltningsområdet for samisk sprog omfatter de fem Finnmarks-kommuner Kautokeino, Karasjok, Nesseby, Tana og Porsanger samt én (Kåfjord) i Troms.

### Bebyggelsesforhold
Alta og Hammerfest ligger i den vestlige del af fylket og har henholdsvis 18.762 og 9.774 indbyggere. Længst nord i fylket findes Norges nordligste by Honningsvåg med 2.367 indbyggere. Mod øst ligger Sør-Varanger med 9.826 indbyggere. Norges østligste by er Vardø med 2.111 indbyggere. I fylkeshovedstaden Vadsø bor 6.095 mennesker. Den tætbebyggede del af området omfattende såkaldte "tettsteder" med indbyggertal på over 200 personer i Finnmark, under 40 km2 udgør blot otte promille af det samlede areal. På dette areal bor 72 % af fylkets befolkning. Befolkningen bor tættest i kommunerne Båtsfjord og Vardø, hvor 99 % var bosat i tettsted i 2005. Befolkningen bor mest spredt i Deatnu-Tana, hvor 81 % boede uden for tettsted i 2005.
Finnmarksvidda i syd har to tettsteder: Kautokeino i vest, og Karasjok i øst med henholdsvis 2.941 og 2.785 indbyggere (pr. 1. april 2010). Sidstnævnte er sæde for Sametinget og NRK Sámi Radio. Arealmæssigt er Kautokeino med sine 9.707 km2 Norges største kommune efterfulgt af Karasjok med 5.453 km2.
Andre byområder er Lakselv med 2.146 indbyggere, Tana bru med 565 indbyggere, Båtsfjord med 2.058 indbyggere og Bjørnevatn med 2.419 indbyggere.
Finnmark har en samlet kystlinje på 6.844 kilometer, medregnet 3.155 kilometer kystlinje på øer. Næsten 12.300 personer eller 16,6 % af fylkets indbyggere var i år 2000 bosat i 100-metersbæltet langs kysten.

### Byer i Finnmark
- Alta
- Hammerfest
- Honningsvåg
- Kirkenes
- Vardø
- Vadsø

### Byer
Der er 26 bysamfund i Finnmark, ordnede efter indbyggertal (2012) og med kommunenavn i parentes:
- Alta – 14.439 (Alta).
- Hammerfest – 7.119 (Hammerfest).
- Vadsø – 5.066 (Vadsø).
- Kirkenes – 3.444 (Sør-Varanger).
- Bjørnevatn – 2.493 (Sør-Varanger).
- Honningsvåg – 2.436 (Nordkapp).
- Lakselv – 2.237 (Porsanger).
- Båtsfjord – 2.069 (Båtsfjord).
- Karasjok – 1.885 (Karasjok).
- Vardø – 1.885 (Vardø).
- Hesseng – 1.736 (Sør-Varanger).
- Rypefjord – 1.724 (Hammerfest).
- Kautokeino – 1.354 (Kautokeino).
- Havøysund – 1.027 (Måsøy).
- Berlevåg – 948 (Berlevåg).
- Kjøllefjord – 943 (Lebesby).
- Mehamn – 708 (Gamvik).
- Tana Bru – 589 (Tana).
- Vestre Jakobselv – 527 (Vadsø).
- Øksfjord – 499 (Loppa).
- Rafsbotn – 428 (Alta).
- Nordvågen – 422 (Nordkapp).
- Hasvik – 366 (Hasvik).
- Tverrelvdalen – 354 (Alta).
- Breivikbotn – 298 (Hasvik).
- Kiberg – 205 (Vardø).

## Administrative forhold
Fylkesordfører er (i 2018) Ragnhild Vassvik.

### Distrikter i Finnmark
- Vest-Finnmark
- Øst-Finnmark

## Kommuner
Det tidligere Finnmark fylke var inddelt i 19 kommuner:
| Kommunernes beliggenhed i Finnmark. |  | Kommunernes beliggenhed i Finnmark. |
| Kommunernes beliggenhed i Finnmark. |  | Kommuner og distrikter i Finnmark.  |

| Nr   | Kort                 | Våben, Navn                          | Adm.center   | Indbyggertal | Flademål km² | Målform | Ordfører            | Parti | Distrikt      |
| ---- | -------------------- | ------------------------------------ | ------------ | ------------ | ------------ | ------- | ------------------- | ----- | ------------- |
| 2002 | Vardø kommune        | Vardø                                | Vardø        | 2.119        | 600          | Neutral | Lasse Haughom       | FrP   | Øst-Finnmark  |
| 2003 | Vadsø kommune        | Vadsø                                | Vadsø        | 6.223        | 1.258        | Bokmål  | Svein Dragnes       | Ap    | Øst-Finnmark  |
| 2004 | Hammerfest kommune   | Hammerfest                           | Hammerfest   | 10.287       | 848          | Bokmål  | Alf E. Jakobsen     | Ap    | Vest-Finnmark |
| 2011 | Kautokeino kommune   | Kautokeino (Guovdageaidnu på samisk) | Kautokeino   | 2.931        | 9.707        | Bokmål  | Klemet Erland Hætta | LL    | Vest-Finnmark |
| 2012 | Alta kommune         | Alta                                 | Alta         | 19.822       | 3.849        | Bokmål  | Laila Davidsen      | H     | Vest-Finnmark |
| 2014 | Loppa kommune        | Loppa                                | Øksfjord     | 1.027        | 687          | Bokmål  | Jan Eirik Jensen    | Kp    | Vest-Finnmark |
| 2015 | Hasvik kommune       | Hasvik                               | Breivikbotn  | 1.037        | 556          | Bokmål  | Eva D. Husby        | Ap    | Vest-Finnmark |
| 2017 | Kvalsund kommune     | Kvalsund                             | Kvalsund     | 1.051        | 1.844        | Bokmål  | Ragnar Olsen        | Ap    | Vest-Finnmark |
| 2018 | Måsøy kommune        | Måsøy                                | Havøysund    | 1.241        | 1.134        | Bokmål  | Anne Karin Olli     | H     | Vest-Finnmark |
| 2019 | Nordkapp kommune     | Nordkapp                             | Honningsvåg  | 3.213        | 925          | Nøytral | Kristina Hansen     | Ap    | Vest-Finnmark |
| 2020 | Porsanger kommune    | Porsanger (Porsáŋgu på samisk)       | Lakselv      | 3.963        | 4.873        | Bokmål  | Knut Roger Hanssen  | H     | Vest-Finnmark |
| 2021 | Karasjok kommune     | Karasjok (Kárášjohka på samisk)      | Karasjok     | 2.698        | 5.453        | Bokmål  | Anne Toril Balto    | Sp    | Vest-Finnmark |
| 2022 | Lebesby kommune      | Lebesby                              | Kjøllefjord  | 1.341        | 3.458        | Bokmål  | Stine Akselsen      | Ap    | Øst-Finnmark  |
| 2023 | Gamvik kommune       | Gamvik                               | Mehamn       | 1.098        | 1.415        | Neutral | Inga Manndal        | SV    | Øst-Finnmark  |
| 2024 | Berlevåg kommune     | Berlevåg                             | Berlevåg     | 1.057        | 1.120        | Bokmål  | Karsten G. Schanche | H     | Øst-Finnmark  |
| 2025 | Tana kommune         | Tana (Deatnu på samisk)              | Tana bru     | 2.883        | 4.050        | Bokmål  | Frank Ingilæ        | Ap    | Øst-Finnmark  |
| 2027 | Nesseby kommune      | Nesseby (Unjárgga på samisk)         | Varangerbotn | 919          | 1.436        | Bokmål  | Knut Inge Store     | Ap    | Øst-Finnmark  |
| 2028 | Båtsfjord kommune    | Båtsfjord                            | Båtsfjord    | 2.207        | 1.433        | Neutral | Geir Knutsen        | Ap    | Øst-Finnmark  |
| 2030 | Sør-Varanger kommune | Sør-Varanger                         | Kirkenes     | 10.090       | 3.968        | Bokmål  | Cecilie Hansen      | Sp    | Øst-Finnmark  |
| 20   | Finnmark             | Finnmark                             | Vadsø        | 75.207       | 48.617       | Nøytral | Runar Sjåstad       | Ap    | Nord-Norge    |

## Samfærdsel
I forhold til indbyggertallet har fylket et udbredt vejnet. Europavej 6 går gennem hele fylket fra Langfjordbotn i vest til Kirkenes i øst.
Ved udgangen af 2007 var registreret 80.961 køretøjer i Finnmark, heraf var 14.215 var snescootere/bæltemotorcykler. Dette betyder, at ca. 25% af alle snescootere/bæltemotorcykler i Norge er registrerede i Finnmark.

### Skibsruter
Hurtigruten har mange anløb langs kysten frem til Kirkenes.

### Flyvepladser
Finnmark har i alt 11 flyvepladser – tre stamflyvepladser og otte regionale flyvepladser. De tre største flyvepladser målt på antal rejsende (i 2008) var Alta Lufthavn (353.176), Kirkenes Lufthavn, Høybuktmoen (265.414) og Hammerfest Lufthavn (149.310).
- Alta Lufthavn
- Berlevåg Lufthavn
- Båtsfjord Lufthavn
- Hammerfest Lufthavn
- Hasvik Lufthavn
- Honningsvåg Lufthavn, Valan
- Kirkenes Lufthavn, Høybuktmoen
- Lakselv Lufthavn, Banak
- Mehamn Lufthavn
- Vadsø Lufthavn
- Vardø Lufthavn, Svartnes.

## Næringsliv
Det er længe siden, at rendrift var fylkets vigtigste næringsvej. Fiskeriet spiller fortsat en vigtig rolle, men ved udbygningen af Snøhvitfeltet ud for Hammerfest vil olieudvinding i fremtiden komme til at få en større betydning. Man forventer store fund i Barentshavet, dersom der bliver givet tilladelse til boring. Alligevel er den tjenesteydende sektor i Finnmark som i alle andre fylker den vigtigste.
Turisme, står for (i 2008) 8 % av bruttoproduktet i fylket. Nordkapp er målet for de fleste turister, som besøger Finnmark. Nordkapp er blevet lettere at besøge efter åbningen af en ny tunnel til Honningsvåg.

## Kultur og demonym
Kulturelt præges Finnmark i dag stærkt af det samiske. Påskefestivalerne  (musik- og filmfestival) i Kautokeino og Karasjok er blandt de store trækplastre til Finnmark. Vardø kommune kan fremvise flere kulturskatte i fugleværet på Hornøya og "Lille-Moskva" (Kiberg).
Finnmarking er demonymet relateret til Finnmark.